# Dechtice

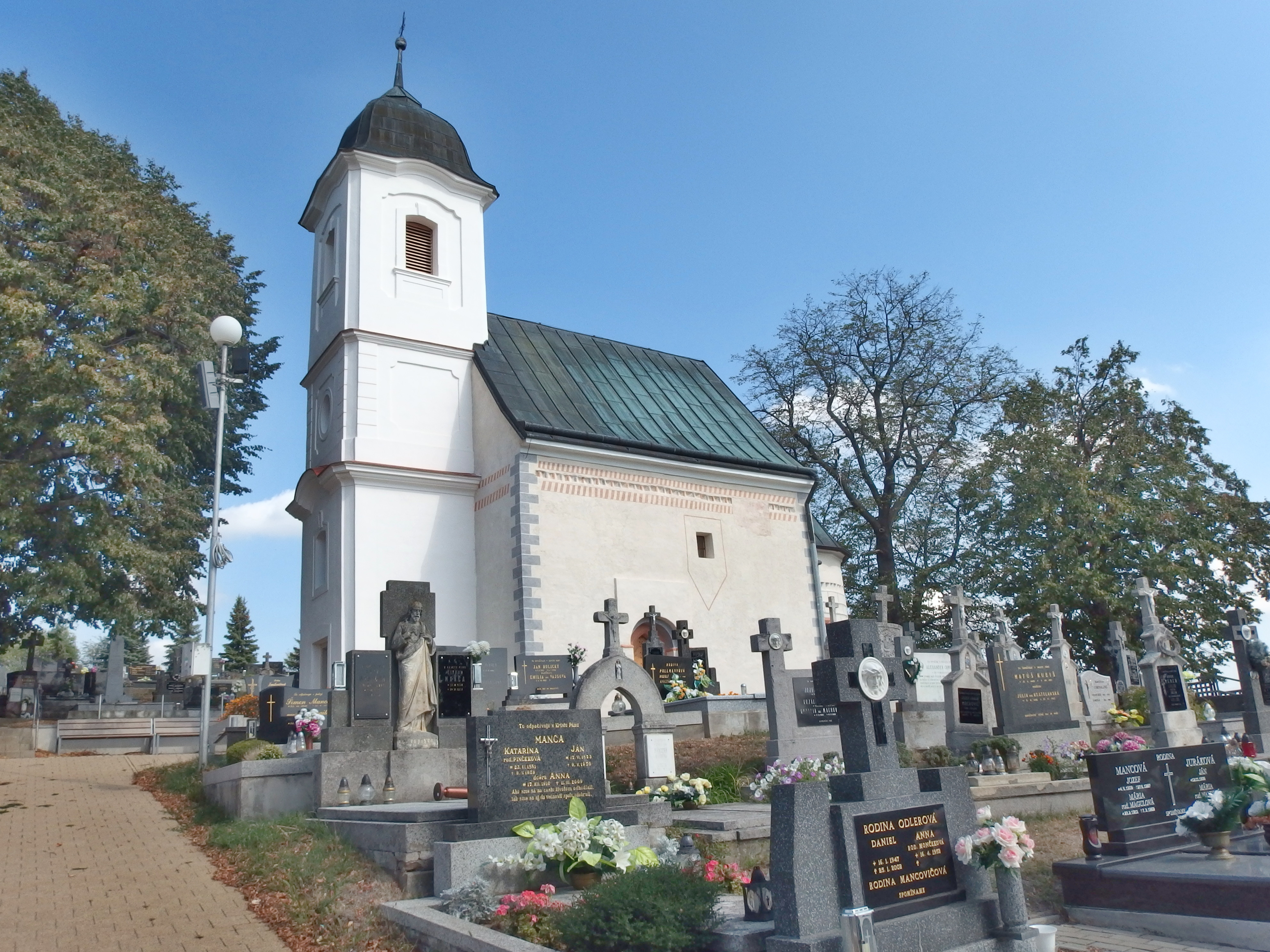
Dechtice

Dechtice (Hongaars: Dejte) is een Slowaakse gemeente in de regio Trnava, en maakt deel uit van het district Trnava.
Dechtice telt 1.853 inwoners.